# Léon Gandillot
Œuvres principales
- Les femmes collantes (1886)
- Ferdinand le noceur (1896) 
- La Tournée Ernestin (1892)
- Le Sous-Préfet de Château-Buzard (1893)
- Vers l'amour, pièce en cinq actes (1905)
Compléments
- Rédacteur en chef du Chat noir, succédant à Alphonse Allais
- Neveu de Hector Crémieux, librettiste de Jacques Offenbach
- Première pièce : Les femmes collantes, saluée par le critique Francisque Sarcey
- Sa pièce Vers l'amour est montée par André Antoine au Théâtre de l'Odéon en 1914
- Son principal éditeur est Paul Ollendorff
Léon Gandillot est un auteur dramatique né le  25 janvier 1862 dans le 9e arrondissement de Paris et mort le 21 septembre 1912 à Neuilly-sur-Seine.

## Biographie

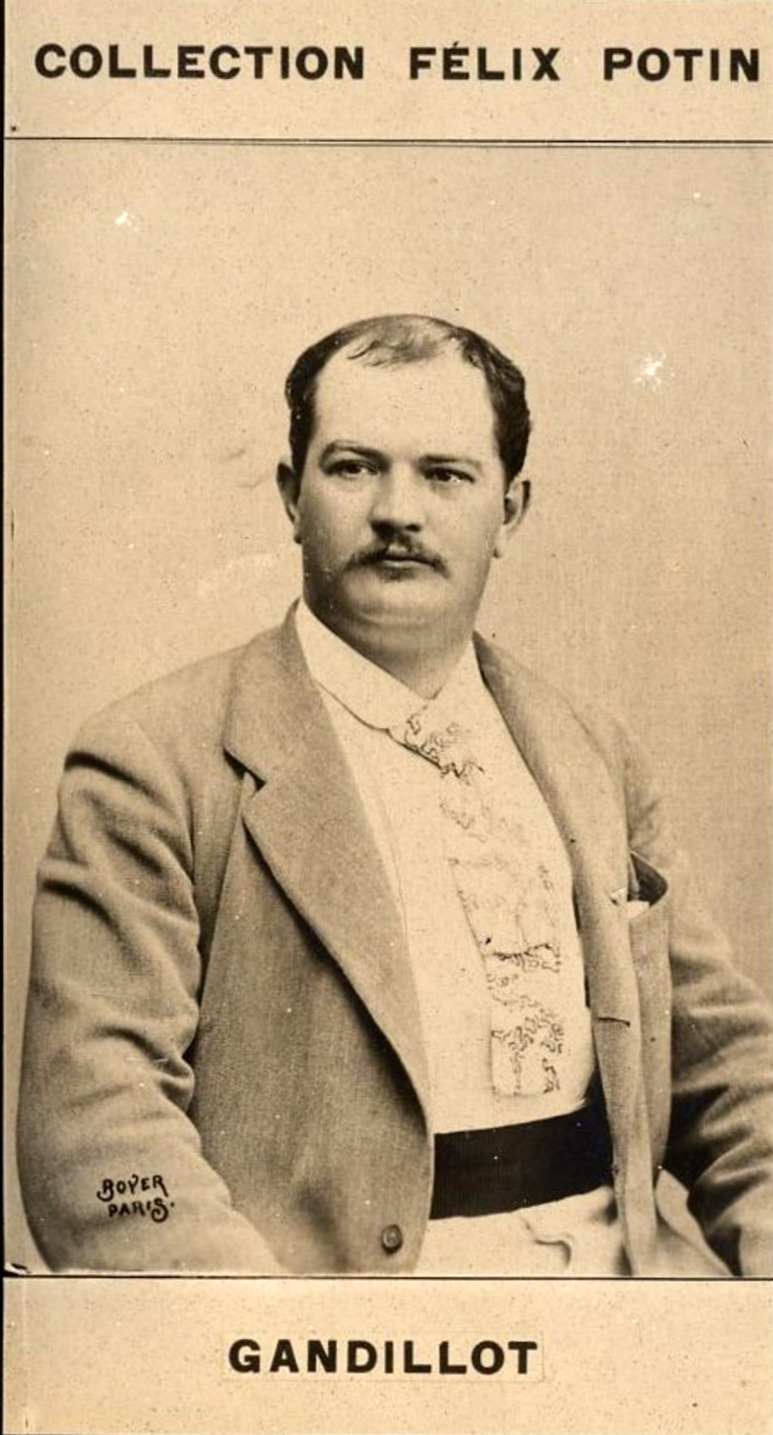

Léon Gandillot est issu d'une lignée de cultivateurs-vignerons de Mondon dans le Doubs. Son grand-père, Jean-Denis (1797-1863), passé par Polytechnique, était un industriel prospère. Son oncle est Hector Crémieux, librettiste et auteur dramatique qui écrivit, entre autres, le livret d'Orphée aux Enfers pour Offenbach. Son père, Jules (1834-1880), est également polytechnicien. 
Léon naît le lundi 17 janvier 1862 à 10 heures du matin dans le IXème arrondissement de Paris où ses parents sont domiciliés au 15, rue Turgot. De 1867 à 1873, il est scolarisé aux collèges de Lons-le-Saulnier puis de Salins dans le Jura. Après cinq années au Collège Sainte-Barbe, il est reçu à Centrale en 1880. Jules Gandillot meurt cette même année. Léon, qui a déjà perdu sa mère, est orphelin à 18 ans. 
Le 12 novembre 1884, Gandillot rejoint la 7ème batterie du 30ème régiment d'artillerie de Versailles comme seconde classe sous le matricule 3866. Il effectuera régulièrement ses périodes de réserviste jusqu'en octobre 1898. Et sera définitivement libéré de ses obligations militaires en 1908.
Le jeune centralien ne se sent pas une âme d'ingénieur ; il veut être auteur dramatique. En 1886, à l'âge de 24 ans, il fait ses premières armes au Théâtre Déjazet avec les Femmes collantes. La pièce est applaudie par le critique du « Temps », Francisque Sarcey qui voit en Gandillot un possible successeur de Labiche. C'est un triomphe. La même année, Georges Feydeau, qui a le même âge à six mois près, donne Tailleur pour Dames. La pièce provoque également l'enthousiasme de Sarcey.
Toute sa vie, le critique soutiendra le travail de Gandillot. Sous cet auguste parrainage, les Femmes collantes trouveront un succès durable. La pièce donnera lieu à deux adaptations cinématographiques en 1920 et en 1938. Ce triomphe précoce fut suivi de plusieurs autres : la Mariée récalcitrante, la Course aux jupons ou Ferdinand le Noceur (adapté au cinéma en 1935 avec Fernandel dans le rôle titre.) 
Mais Gandillot ne se satisfait pas de ce statut de vaudevilliste, il veut être un auteur dramatique exigeant, à l'égal de son maître Henry Becque. Après quelques déceptions (Bonheur à quatre, De fil en aiguille, Le Pardon), il revient au vaudeville et renoue avec le succès (La Tournée Ernestin, Le Sous-Préfet de Château-Buzard, Associés ! La Cage aux lions, La Tortue, L'Amorceur, Zigomar, Radinol a du coton ... ). Il s'essaie à plusieurs genres : la revue, le pantomime, la chanson. 
Finalement, il atteint son but avec Vers l'Amour qui séduit André Antoine. Cette pièce ambitieuse - quarante personnages figurent au premier acte -, au dénouement tragique, est jouée au Théâtre Libre en 1905. Elle est applaudie à la fois par  la critique et le public. Elle sera reprise par Antoine à l'Odéon en 1914, deux ans après la mort de son auteur. 
Gandillot ne quittait guère le IXème arrondissement de Paris, la Nouvelle Athènes et le bas de la butte Montmartre où il habita : rue Clauzel, rue des Martyrs, rue de la Tour d'Auvergne ou rue Fontaine. Très jeune, il fréquente le milieu du Chat Noir où il côtoie tout ce que la bohème montmartroise comprend d'excentriques et de provocateurs. En 1881, il rejoint la revue du Chat noir, hebdomadaire satirique fondé par Rodolphe Salis. L'écrivain et critique Jules Lemaître décrit ainsi Gandillot : « Il est l'individu le plus gai de sa génération. Son physique marque les esprits : on dit de lui qu'il a la tête de Tibère jeune mais sans la cruauté du prince ».  Le 14 novembre 1889, Léon succède à son ami Alphonse Allais comme rédacteur en chef du Chat Noir. Il restera à ce poste un peu moins de deux ans. 
Léon quoique son origine sociale ne l'y prédestinât point était au cœur d'un maelstrom artistique dont il fut l'une des pittoresques figures. Il semblait prendre plaisir à multiplier les provocations, faisait des procès aux directeurs de théâtre, qu'il aurait pourtant eu intérêt à ménager. Il intervenait fougueusement aux Assemblées générales de la SACD, ferraillant avec Victorien Sardou ou Alexandre Dumas fils, provoquant suspensions de séance et rappels à l'ordre. Tête de file des jeunes turcs, il veut révolutionner l'institution, l'ouvrir plus largement aux auteurs débutants et améliorer les droits d'auteur. Mais son but ultime, il le déclare dans la presse, c'est de supprimer la SACD, ce qui ne lui vaut pas que des amis. Feydeau trouve qu'à son goût, l'auteur des Femmes collantes, s'il n'a pas tort sur tout, est un peu trop révolutionnaire. 

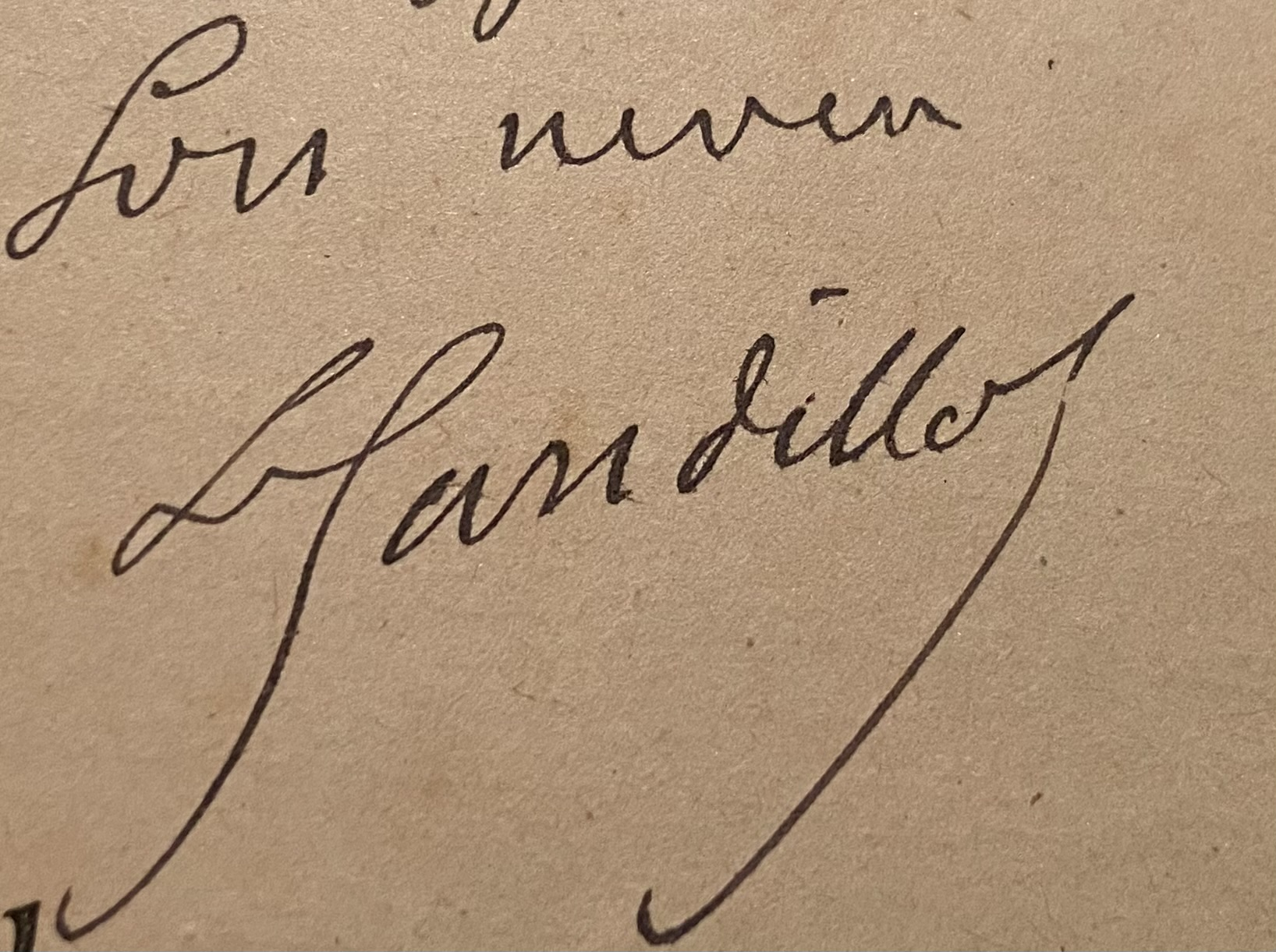

Léon Gandillot n'était pas facile à manier. Anarchiste et bourgeois, ingénieur et poète,  procédurier à l'extrême, indéfectible ami, il n'a pas peur de déboulonner les idoles, de s'attaquer aux injustices et de descendre dans la rue pour défendre les plus démunis.
À la fin de sa vie, il rejoint le combat de l'anarchiste Georges Cochon dont le mouvement défend les locataires contre les propriétaires. Il ne se contente pas de faire de la figuration ; il y prend une part active, accueillant chez lui des familles nombreuses chassées de leur logement. En mars 1912, l'une de ces initiatives provoque devant chez lui, 54 rue de Rome, une manifestation de centaines de personnes brandissant des banderoles « Vive Cochon !», « Vive Gandillot ! ». Quelques mois plus tard, le 12 septembre 1912, Léon Gandillot meurt à Neuilly, 3 avenue de Madrid, loin de son cher IXème arrondissement. Il est enterré au cimetière de Montmartre (31e division) dans le caveau familial aux côtés de son grand-père, Jean-Denis, de son père, Jules, et de sa tante, Sophie Crémieux.  
Après la mort de Léon, Adrien Bernheim mobilise ses amis, des élus d'arrondissement, des journalistes et des fonctionnaires du ministère de la Culture en vue d'une souscription destinée à la réalisation d'un buste en marbre. L'œuvre de Pedro Gailhard, ami de Léon, sculpteur amateur, artiste lyrique et ancien directeur de l'Opéra de Paris, est dévoilée le 23 janvier 1914 dans le foyer du Théâtre Déjazet. On en a perdu la trace, mais pas la photo.

## Œuvres
- Le Loup et l'agneau, manuscrit inédit, non daté.
- Aida, traduction de l’opéra de Verdi. Manuscrit inédit non daté.
- Les Femmes collantes, comédie-bouffe en cinq actes ; Paul Ollendorff, 1886.
- Les Filles de Jean de Nivelle, nouvelles ; Paul Ollendorff, 1887.
- Le Fumeron, comédie en un acte ; Paul Ollendorff, 1887.
- Vers amoureux, poésies ; Alphonse Piaget, 1887.
- Le Juge et le médecin berné ou Scapin amoureux, inédit. 1887.
- Contes à la lune, nouvelles ; Librairie illustrée, 1888. (Bibliothèque Nationale de France).
- Entre conjoints !, roman ; H. Kistemaeckers, 1888.
- Un Rendez-vous, monologue en un acte ; Paul Ollendorff, 1888.
- Tes seins, poésies ; Librairie nouvelle, 1888.
- La Mariée récalcitrante, comédie-bouffe en cinq actes. Paul Ollendorff, 1889.
- La Course aux jupons, comédie en trois actes ; Paul Ollendorff, 1890.
- La Diva en tournée, comédie en un acte ; Paul Ollendorff, 1890. (Bibliothèque de l'Arsenal)
- Ferdinand le noceur, comédie en cinq actes, 1890. Ollendorff, 1896.
- L'Enlèvement de Sabine, comédie-bouffe en 3 actes ; Paul Ollendorff, 1890. (Bibliothèque de l'Arsenal)
- Le Gros lot, comédie en un acte ; Paul Ollendorff, 1890. Bibliothèque de l’Arsenal)
- Bonheur à quatre, comédie en trois actes ; Paul Ollendorff, 1891. Manuscrits de la Censure. Archives nationales. Cote F/18/774. Bibliothèque de l'Arsenal cote THN 20 003.
- De fil en aiguille, scènes de la vie folâtre en 4 journées ; Paul Ollendorff, 1891. Bibliothèque de l'Arsenal, cote THN 19 838.
- Le Pardon, comédie en trois actes ; Paul Ollendorff, 1892. Bibliothèque de l'Arsenal, cote GD 34 694.
- La Tournée Ernestin, comédie inédite en quatre actes, 1892. (Manuscrits de la Censure. Archives nationales. Cote F/18/)
- Ah ! La pau … la pau … la pauvre année ! . Revue inédite, co-écrite avec Milher et montée au théâtre de Cluny en1892
- Le Sous-Préfet de Château-Buzard, comédie inédite en trois actes, 1893. (Manuscrits de la Censure. Archives nationales. Cote F/18/887)
- La Revanche de Marguerite, pantomime. Musique de S. Guerra
- Les amours d’un soldat de plomb, pantomime. Musique d’Edmond Laurens.
- Le Supplice d'un Auvergnat, comédie en un acte, mêlée de chant ; Paul Ollendorff, 1893. (Bibliothèque de l'Arsenal, cote GD 35 734)
- Les Dames du Plessis-Rouge, pièce en cinq actes ; Paul Ollendorff, 1894. (Bibliothèque de l'Arsenal, cote THN 21 405)
- Une Femme facile, comédie en un acte ; Paul Ollendorff, 1894. (Bibliothèque de l’Arsenal, cote THN 21410)
- Associés !, comédie en trois actes ; Paul Ollendorff, 1895. Bibliothèque de l'Arsenal, cote 8 RF 59778.
- La Cage aux lions, comédie-bouffe inédite en 3 actes, 1895.
- La Tortue, comédie inédite en trois actes, 1896.
- La Villa Gaby, comédie en trois actes ; 1896. (Manuscrits de la Censure. Archives Nationales. F/18/850)
- Madame Jalouette, comédie inédite en trois actes, 1897.
- L'Amorceur, comédie inédite en quatre actes, 1898. (Manuscrits de la Censure. Archives nationales. F/18/851)
- Zigomar !, pièce inédite en trois actes, 1900. (Manuscrits de la Censure. Archives nationales. F/18/889).
- Radinol a du coton, comédie-bouffe inédite en trois actes (avec la collaboration de M. Landais), 1901.
- Le Devoir conjugal, comédie inédite en trois actes, 1903. (Manuscrits de la Censure. Archives nationales F/18/778)
- Vers l'amour, pièce en cinq actes ; Librairie Charpentier et Fasquelle. 1905.
- Pretty Madge, revue aux Folies-Bergère. 1907.
- L'Ex, comédie inédite en quatre actes, 1909.
- Les Pigeonnettes, comédie-bouffe inédite en trois actes (avec la collaboration de Alphonse de Beil), 1910.
- Sauvé des eaux, comédie inédite en 1 acte. 1910.

## Chansons[21]de Léon Gandillot
- Vers l'Amour (valse chantée dédiée à Mlle Jeanne Rolly qui tient le rôle-titre de la pièce éponyme). Musique de Maurice Depret. Partition ditée chez Parmentier.  BNF Richelieu, cote VM 7 128737.
- Les Cocottes parisiennes. Marche Duetto de la pièce « Le Sous-Préfet de Château-Buzard », chantée par Mmes Cheirel et Franck-Mel sur une musique d'Eugène Domergue). Editée à Paris par Louis Eveillard. BNF Richelieu, cote VM 7 50528.
- Les surprises du téléphone (chansonnette comique créée par Mlle Marguerite Deval aux Mathurins. Musique P. Marcelles. Edité par Georges Ondet. BNF Richelieu, cote VM 7 77938.
- Flirt. Musique de Edmond Laurens. BNF Richelieu, cote VMG 62819
- Attendrissement ! (valse triste à une voix et piano). Musique de Maurice Depret. BNF Richelieu, cote K 20 075.
- La Chanson du Maître d'Armes. Musique S. Guerra. BNF Richelieu, cote VM 7 50528.

## Adaptations cinématographiques
- 1916 : La Mariée récalcitrante  de Georges Monca et Charles Prince.
- 1920 : Les Femmes collantes, de George Monca et Charles Prince, avec Charles Prince, Louis Baron fils, Georges Gorby, Barklett.
- 1938 : Les Femmes collantes, de Pierre Caron, avec Josseline Gaël, Betty Stockfeld, Henri Garat, Marguerite Moreno, Jean Tissier. Musique de Vincent Scotto.
- 1935 : Ferdinand le Noceur, de René Stil, avec Fernandel, Paulette Dubost, André Alerme, Félix Oudart, Pauline Carton, Suzy Delair. Musique de Casimir Oberfeld.